# Конституция Барбадоса
Конституция Барбадоса — высший нормативный правовой акт Барбадоса. Предусматривает юридическое установление структуры и различных ролей администрации президента Барбадоса, правительства Барбадоса, а также юридических прав и обязанностей общественных и различных других государственные служащих.
Исполнительная власть принадлежит президенту Барбадоса и осуществляется им по рекомендации премьер-министра и кабинета министров, которые вместе формируют правительство. Законодательная власть принадлежит как правительству, так и двум палатам парламента.
Конституция не содержит положений, касающихся защиты прав интеллектуальной собственности. Однако статья 16 Конституции предусматривает защиту от лишения собственности без компенсации, что может толковаться по-разному.
Действующая конституция является преемником других высших документов, созданных для управления Барбадосом как британской колонией. Одна из них, Барбадосская хартия, обсуждается в преамбуле нынешней Конституции. Поскольку это бывшая английская, а затем и британская колония, Конституция аналогична конституции других стран Содружества, но заметно отличается по духу от Вестминстерского статута. В последние годы велись некоторые переговоры по теме предпринятия государством патриотического подхода к конституции, сделав так, чтобы она не была основана на Законе 1966 года Палаты общин Великобритании.
Конституция Барбадоса, первоначально являвшаяся Приложением к указу о независимости Барбадоса, была представлена парламенту 22 ноября 1966 года и вступила в силу 30 ноября того же года. В Конституцию, вступившую в силу в 1966 году, были внесены поправки в 1974,  1978, 1990, 1992, 1995, 2002, 2003 и 2021 годах (поправка 2021 года провозгласила Барбадос парламентской республикой).